# Tlepok Kulon
Tlepok Kulon is een bestuurslaag in het regentschap Purworejo van de provincie Midden-Java, Indonesië. Tlepok Kulon telt 566 inwoners (volkstelling 2010).